# Au service du tsar (film, 1936)
Pour les articles homonymes, voir Au service du tsar.
Pour plus de détails, voir Fiche technique et Distribution.
Au service du tsar est un film d'espionnage français réalisé par Pierre Billon et sorti en 1936.

## Fiche technique
- Titre  original : Au service du tsar
- Réalisateur : Pierre Billon
- Scénariste  : Jacques Companéez
- Dialogues : Bernard Zimmer
- Producteur : Adolphe Osso
- Musique du film :  Michel Michelet
- Directeur de la photographie : Nikolai Toporkoff
- Montage : Georges Friedland
- Création des décors :  Ludwig Kainer
- Décorateur de plateau : Aimé Bazin
- Création des costumes : Ludwig Kainer
- Ingénieur du son : Pierre-Louis Calvet
- Société de production :  Diana Film S.p.a.
- Société de distribution : Les Films H. Roussillon
- Format :  Son mono  - Noir et blanc  - 1,37:1
- Pays d'origine  : France
- Genre : Film dramatique historique
- Durée : 87 minutes
- Date de sortie : 13 novembre 1936

## Distribution
- Pierre Richard-Willm : Le comte Michel Androvitch Tomsky
- Alfred Adam : Ossip - l'aide de camp de Tomsky
- Pierre Alcover : Le général Platoff - le chef de la police du Tsar
- Marcel André : 'L'amiral' - le chef des terroristes
- Junie Astor : Lucie Leroy - une chanteuse
- Léon Bary
- Marcel Herrand : Un officier russe au bal
- Roger Karl : Le grand-duc Pierre
- Véra Korène : Anna Raditsch -une terroriste qui doit assassiner le grand-duc
- Teddy Michaud
- Fred Pasquali
- Paul-Marcel
- Suzy Prim : La comtesse Olga Belsky - la maîtresse du grand-duc
- Henry Richard
- Philippe Richard
- Raymond Rognoni
- Elisa Ruis
- Odette Talazac : 	La baronne
- Marguerite de Morlaye